# Kościół Matki Bożej Anielskiej w Skolimowie
Kościół Matki Bożej Anielskiej w Skolimowie – jeden z rzymskokatolickich kościołów parafialnych w mieście Konstancin-Jeziorna, w województwie mazowieckim. Należy do dekanatu konstancińskiego archidiecezji warszawskiej. Mieści się w dzielnicy Skolimów.
Świątynia została zbudowana w dwóch etapach. Najpierw powstała jednonawowa kaplica. Ufundowana została m.in. przez Ferdynanda Szulca i Władysława Bekera. Komitet budowy został założony w 1905 roku i na projektanta wybrał architekta Bronisława Brochwicza-Rogoyskiego. Pomagali mu dwaj budowniczy: W. Kossowski i A. Kryński. Prace budowlane były prowadzone przez przedsiębiorstwo Bracia Sikorscy z Konstancina. W 1910 roku została wybudowana nowa, wyższa wieża i został zamontowany dzwon. W 1923 roku Skolimów został oficjalnie wyłączony z parafii św. Anny w Piasecznie. Ze względu na stale wzrastającą liczbę wiernych konieczna była rozbudowa kaplicy. Kaplica została rozbudowana w latach 1930-1933 według projektu Henryka Juliana Gaya (przez niektórych jako projektant wymieniany jest Hugon Kuder).
Obecna budowla to kościół o trzech nawach z transeptem, prostokątnie zamkniętym prezbiterium, przy którym są umieszczone dwie skośnie usytuowane zakrystie. Nad transeptem znajduje się wysoka wieża dzwonnicza (późniejsza), a nad fragmentem nawy bocznej niższa sygnaturka (pierwsza wieża dzwonnicza). Korpus nawowy i transept są nakryte dachem dwuspadowym, z kolei wieże są zakończone ostrosłupowymi hełmami. Po przebudowie świątynia otrzymała dekoracyjną fasadę ozdobioną dwoma ostrołukowymi portalami i centralnym zdwojonym portalem. Na osi środkowej, w szczycie, jest umieszczony pas wąskich, pionowych blend. Świątynia jest ozdobiona murkiem attykowym, przebiegającym dookoła, znajdującym się na nawach bocznych. Pozostałe elementy neogotyckiej dekoracji to: artykulacja szkarpami, podziały okienne z maswerkami, ostrołukowe blendy, profile okienne. Neogotyckie ołtarze w nawach bocznych zostały zaprojektowane przez artystę malarza Macieja Wiercińskiego. W ołtarzu głównym znajduje się obraz Matki Bożej Anielskiej, namalowany przez P. Kossowskiego. Jest to kopia obrazu Bartolomé Estebana Murilla. W prawej kaplicy jest umieszczony obraz św. Teresy, a w lewej św. Jana Chrzciciela. Poza tym w nawach bocznych są umieszczone obrazy: św. Antoniego Padewskiego, namalowany przez Macieja Wiercińskiego oraz Matki Bożej Częstochowskiej. Witraż został wykonany przez firmę Białkowski. Neogotycka ambona została ufundowana w 1935 roku przez doktora Henryka Jankowskiego. Neogotyckie ławki zostały ufundowane przez rodzinę Pomianowskich, cukierników z Warszawy.